# Death Metal (album)
Death Metal - tzw. 4 way split album, zrealizowany na potrzeby promocji grup Running Wild, Helloween, Hellhammer oraz Dark Avenger dla którego było to pierwsze i ostatnie wydawnictwo zarazem. Album wydany został w 1984 roku przez niemiecką Noise Records. 
Jedynymi utytułowanymi już zespołami w owym czasie były Running Wild oraz Hellhammer dla których (odpowiednio) było to szóste i piąte wydawnictwo. Dwa utwory grupy Hellhammer zrealizowano podczas sesji nagraniowej mini albumu Apocalyptic Raids, znalazły się one później jako utwory dodatkowe na jego reedycji wydanej w 1990 roku. Natomiast utwory Running Wild jedenaście lat później, również jako utwory dodatkowe wydano na albumie pt. Masquerade (1995 rok)
Obecnie split jest wydawnictwem bardzo rzadkim, mimo ocenzurowania pierwszej wersji okładki zarówno ta pierwsza jak i ocenzurowana cieszą się uznaniem do dziś.

## Lista utworów
Opracowano na podstawie materiału źródłowego.
1. "Iron Heads" - 3:38
2. "Bones to Ashes" - 5:07
3. "Revelations of Doom" - 2:46
4. "Messiah" - 4:30
5. "Black Fairies" - 3:33
6. "Lords of the Night" - 3:47
7. "Oernst of Life" - 4:41
8. "Metal Invaders" - 4:27

## Twórcy
Opracowano na podstawie materiału źródłowego.
| Running Wild (1, 2) - Rock´n´Rolf Kasparek - śpiew, gitara - Gerald "Preacher" Warnecke - gitara - Stephan Boriss - gitara basowa - Wolfgang "Hasche" Hagemann - perkusja Hellhammer (3, 4) - Tom "Satanic Slaughter" Warrior - śpiew, gitara - Martin "Slayed Necros" Ain - gitara basowa, śpiew - Bruce "Denial Fiend" Day - perkusja |  | Dark Avenger (5, 6) - Siegfried Kohmann - śpiew - Bernd Piontek - gitara - Claus Johannson - gitara - Uwe Neff - gitara basowa - Andreas Breindl - perkusja Helloween (7, 8) - Kai Hansen - śpiew, gitara - Michael Weikath - gitara - Markus Grosskopf - gitara basowa - Ingo Schwichtenberg - perkusja |